# Карманова, Ида Гавриловна
Ида Гавриловна Карманова (10.03.1925—14.09.2005) — российский учёный, основоположник советской эволюционной сомнологии, доктор биологических наук, профессор, заслуженный деятель науки РФ.

## Биография
Родилась 10 марта 1925 г. в Саратове, отец — военнослужащий, мать — биохимик З . П . Карманова.
В 1942 г. поступила в Ленинградский университет, который в то время находился в Саратове.
После окончания ЛГУ училась в аспирантуре в Москве под руководством академика Петра Кузьмича Анохина.
С 1951 г. работала в Ленинградском институте экспериментальной медицины (директор — Д. А. Бирюков), а с 1958 г. — в Институте эволюционной физиологии и биохимии им. И. М. Сеченова АН СССР (РАН), с 1964 г. руководитель научно-исследовательской группы. Основатель и в 1975—1997 гг. первый руководитель лаборатории эволюции сна и бодрствования. С 1997 г. ведущий научный сотрудник Института.
Доктор биологических наук, профессор.
Диссертации:
- Материалы к сравнительной физиологии коркового замыкания (1954)
- Сравнительно-физиологическое исследование каталепсии, некоторые вопросы патогенеза и физиологического обоснования лечения нарколепсии (1962).

Заслуженный деятель науки Российской Федерации (1998). Лауреат Премии имени Л. А. Орбели (2004) — за серию работ «Современные проблемы эволюционной сомнологии и патогенных факторов нарушения цикла бодрствование-сон».
Умерла 14 сентября 2005 года. Похоронена на Северном кладбище Санкт-Петербурга.

## Научные публикации
- Фотогенная каталепсия [Текст] : К эволюции, физиологии и клинике центр. угнетения двигат. функции / И. Г. Карманова ; Акад. наук СССР. Ин-т эволюц. физиологии им. И. М. Сеченова. — Москва ; Ленинград : Наука, 1964. — 250 с., 4 л. ил. : ил.; 22 см.
- Эволюция сна [Текст] : Этапы формирования цикла «Бодрствование -сон» в ряду позвоночных / И. Г. Карманова ; АН СССР, Ин-т эволюц. физиологии и биохимии им. И. М. Сеченова. — Ленинград : Наука. Ленингр. отд-ние, 1977. — 174 с. : ил.; 21 см.
- Сон, спячка и условнорефлекторная деятельность : [В 2 ч.] / И. Г. Карманова, Х. М. Сафаров, Э. Н. Нуритдинов ; Тадж. гос. ун-т им. В. И. Ленина. — Душанбе : ТГУ, 1989-. — 21 см. Ч. 1. — Душанбе : ТГУ, 1989. — 80 с. : ил. Ч. 2. — Душанбе : ТГУ, 1990. — 102 с. : ил.; ISBN 5-89855-016-X
- Что мы знаем о происхождении цикла «Бодрствование — сон» и причинах его нарушения [Текст] : Науч.-попул. очерки / И. Г. Карманова; РАН. Ин-т эволюц. физиологии и биохимии им. И. М. Сеченова. — СПб. : Наука, 1998. — 90 с. [1] л. портр. : ил.; 21 см; ISBN 5-02-026789-9
- Физиология и патология цикла бодрствование-сон : Эволюц. аспекты / И. Г. Карманова, Г. А. Оганесян; Отв. ред. В. Л. Свидерский; [Рос. АН, Ин-т эволюц. физиологии и биохимии им. И. М. Сеченова]. — СПб. : Наука : Санкт-Петербург. изд. фирма, 1994. — 198,[1] с. : ил.; 22 см; ISBN 5-02-026024-X :

Автор сборника стихов:
- Маски сна : Стихи / Ида Карманова. — Л. : ЛИО «Редактор», 1991. — 102,[1] с.; 14 см; ISBN 5-7058-0069-X :